# Шермињак
Шермињак (фр. Chermignac) насеље је и општина у западној Француској у региону Поату-Шарант, у департману Приморски Шарант која припада префектури Сент.
По подацима из 2011. године у општини је живело 1271 становника, а густина насељености је износила 94,64 становника/km². Општина се простире на површини од 13,43 km². Налази се на средњој надморској висини од 51 метар (максималној 68 m, а минималној 25 m).

## Демографија
| 1962. | 1968. | 1975. | 1982. | 1990. | 1999. | 2011. |
| ----- | ----- | ----- | ----- | ----- | ----- | ----- |
| 489   | 556   | 587   | 862   | 968   | 1.015 | 1.271 |

График промене броја становника у току последњих година